# Taenioides purpurascens
Taenioides purpurascens és una espècie de peix de la família dels gòbids i de l'ordre dels perciformes.

## Hàbitat
És un peix marí, de clima tropical i bentopelàgic.

## Distribució geogràfica
Es troba a Austràlia.

## Observacions
És inofensiu per als humans.